# Lymantria atra
Lymantria atra är en fjärilsart som beskrevs av Linstow. 1907. Lymantria atra ingår i släktet Lymantria och familjen tofsspinnare. Inga underarter finns listade i Catalogue of Life.